# Simo Laaksonen
Simo Laaksonen (Marttila, 10 de setembro de 1998) é um automobilista finlandês.

## Carreira

### GP3 Series
Em 2018, o piloto finlandês fez sua estreia na GP3 Series com a equipe Campos Racing. Na primeira metade da temporada, ele marcou pontos apenas duas vezes, mas em cinco das últimas seis corridas ele terminou no top 10, alcançando seu primeiro pódio da temporada no circuito de Yas Marina. Ele terminou a temporada com 36 pontos, ficando no 14º lugar na classificação geral.

### Campeonato de Fórmula 3 da FIA
Em 2019, Laaksonen foi contratado pela equipe MP Motorsport para a disputa da temporada inaugural do Campeonato de Fórmula 3 da FIA.